# ابن ظهیره
ابراهیم بن علی قرشی مخزومی شهرت‌یافته به ابن ظهیره و لقب‌گرفته به برهان‌الدین (۱۴۲۲–۱۴۸۲م) فقیه شافعی و قاضی حجازی در سدهٔ نهم هجری/پانزدهم میلادی بود که سی سال قضاوت مکه را بر عهده داشت. دو بار به مصر سفر داشت.